# Мутне (округ Наместово)
Мутне (словац. Mútne) — село, громада округу Наместово, Жилінський край. Кадастрова площа громади — 64,45 км².
Населення 3068 осіб (станом на 31 грудня 2018 року).

## Географія
Протікають Бистрий потік; Рандова; Яворовий Потік і Фурандовський потік.

## Історія
Мутне згадується 1659 року.

## Населення
| Рік:            | 1994. | 2004.   | 2014.   | 2024.    |
| --------------- | ----- | ------- | ------- | -------- |
| Кількість осіб: | 2562  | 2805    | 2911    | 3249     |
| Різниця:        |       | +9,48 % | +3,77 % | +11,61 % |

| Рік:            | 2023. | 2024.   |
| --------------- | ----- | ------- |
| Кількість осіб: | 3207  | 3249    |
| Різниця:        |       | +1,30 % |